# Eastwest
Eastwest è un progetto editoriale indipendente di analisi geopolitica, fondato nel 2004 da Giuseppe Scognamiglio e Alessandro Profumo. Le pubblicazioni - in edizione italiana e inglese - sono sia in formato cartaceo che online, completate da video e podcast. Il direttore responsabile Giuseppe Scognamiglio, è anche presidente del think tank Eastwest European Institute, editore della rivista.

## Storia
La rivista di geopolitica Eastwest è pubblicata, in edizione italiana e inglese, senza interruzione, dal 2004, anno in cui fu fondata da Giuseppe Scognamiglio (diplomatico distaccato al settore finanziario) e da Alessandro Profumo, allora alla guida di Unicredit, la cui strategia era la trasformazione di un insieme di banche italiane in un grande istituto finanziario di dimensioni continentali, nell'ottica di un progetto di integrazione europea.
Da un caffè con Vittorio Borelli, giornalista con alle spalle esperienze importanti (tra le quali Panorama, il Manifesto e il Mondo), era nata nel 2003 l'idea di creare un periodico indipendente, che avesse come linea editoriale la centralità dell'Europa, protagonista degli scenari internazionali, con lo sguardo volto a Oriente. Non a caso, il primo nome della rivista fu East. Lo stesso Borelli ne fu il Direttore per i primi sette anni (2004-2011), con Unicredit editore unico e discreto, che ha garantito piena autonomia alla redazione e ai giornalisti. Il formato era in quegli anni quello di un volume di approfondimento (200 pagine), stile Micromega. Contribuì alla grafica e al lancio di quella prima edizione l'Editore Baldini e Castoldi, che ne curò la produzione e distribuzione per 5 anni.
Dal 2011 al 2015, si sono succeduti alla guida del giornale Maria Cuffaro, Flavio Fusi, James Hansen e Luigi Spinola, con i quali si è puntato a un'evoluzione dei contenuti in senso più divulgativo (formato più simile a National Geographic, con la regia editoriale di Internazionale, subentrata a Baldini e Castoldi nel 2009), allargando la distribuzione fino ad un massimo di 60000 copie cartacee distribuite in 50 paesi del mondo, dal Giappone agli Stati Uniti, dai paesi del Golfo al Regno Unito. L'ambizione che prende forma in questi anni è quella di competere con le grandi riviste anglo-americane, Foreign Affairs e Foreign Policy, offrendo un punto di vista eurocentrico.
È in questa prima metà del decennio (fine 2012) che Unicredit cede la proprietà della rivista ad una società editoriale indipendente, Europeye, che si struttura con tanti micro-azionisti, così da formalizzare anche nella proprietà quell'indipendenza che ha da sempre costituito la cifra di quest'avventura editoriale. L'ingresso di azionisti autorevoli come lo European Council for Foreign Relations (a fianco di piccoli e piccolissimi imprenditori) ha elevato la reputazione scientifica delle analisi e delle ricerche alla base della produzione editoriale della rivista.
Per rafforzare la centralità dell'Europa negli scenari internazionali, il nuovo Direttore, Giuseppe Scognamiglio, cambia il nome alla fine del 2015 in Eastwest, focalizzando la distribuzione cartacea in Europa (26 paesi) e spingendo molto sull'edizione digitale (55 paesi) e sui social media.
Dal 2018, la società editoriale Europeye si evolve nell'Eastwest European Institute, un Istituto che affianca alle attività editoriali lo sviluppo di un centro di formazione in scenari internazionali, che ogni anno forma 5000 studenti in giro per il mondo, in partnership con Associazione Diplomatici. Lo strumento editoriale si arricchisce dunque di un ulteriore obiettivo: quello didattico, volto a formare una futura classe dirigente europea, improntata al dialogo, alla conoscenza e all'integrazione.
La redazione di Eastwest, con sede a Roma, si avvale di una rete di giornalisti e autori residenti in tutto il mondo (oltre 200 professionisti), i quali forniscono analisi e reportage arricchiti anche dalla prospettiva locale in cui operano.
Le attività dell'Istituto si sviluppano sulla base di linee strategiche indicate da un Comitato Scientifico.

## Comitato Scientifico
Il Comitato Scientifico è presieduto da Enrico Giovannini e dal presidente emerito Romano Prodi, e si riunisce bimestralmente in incontri di lavoro volti a identificare le complessità e le tendenze degli scenari internazionali, in sedute di analisi e discussione, che forniscono elementi editoriali e linee guida alle attività editoriali del think tank Eastwest European Institute.

## Eventi internazionali
Eastwest European Institute promuove e realizza anche eventi scientifici su temi di attualità e scenari internazionali. Alcuni esempi di questi eventi sono gli Eastwest Forum annuali, i Forum di dialogo italo-turco biennali, il Festival della geopolitica di Catania e il convegno sulle prospettive del settore farmaceutico in ambito UE, side event della riunione ministeriale G7 sulla Cooperazione e lo Sviluppo di Pescara del 2024.